# Jesuitenkirche (Molsheim)

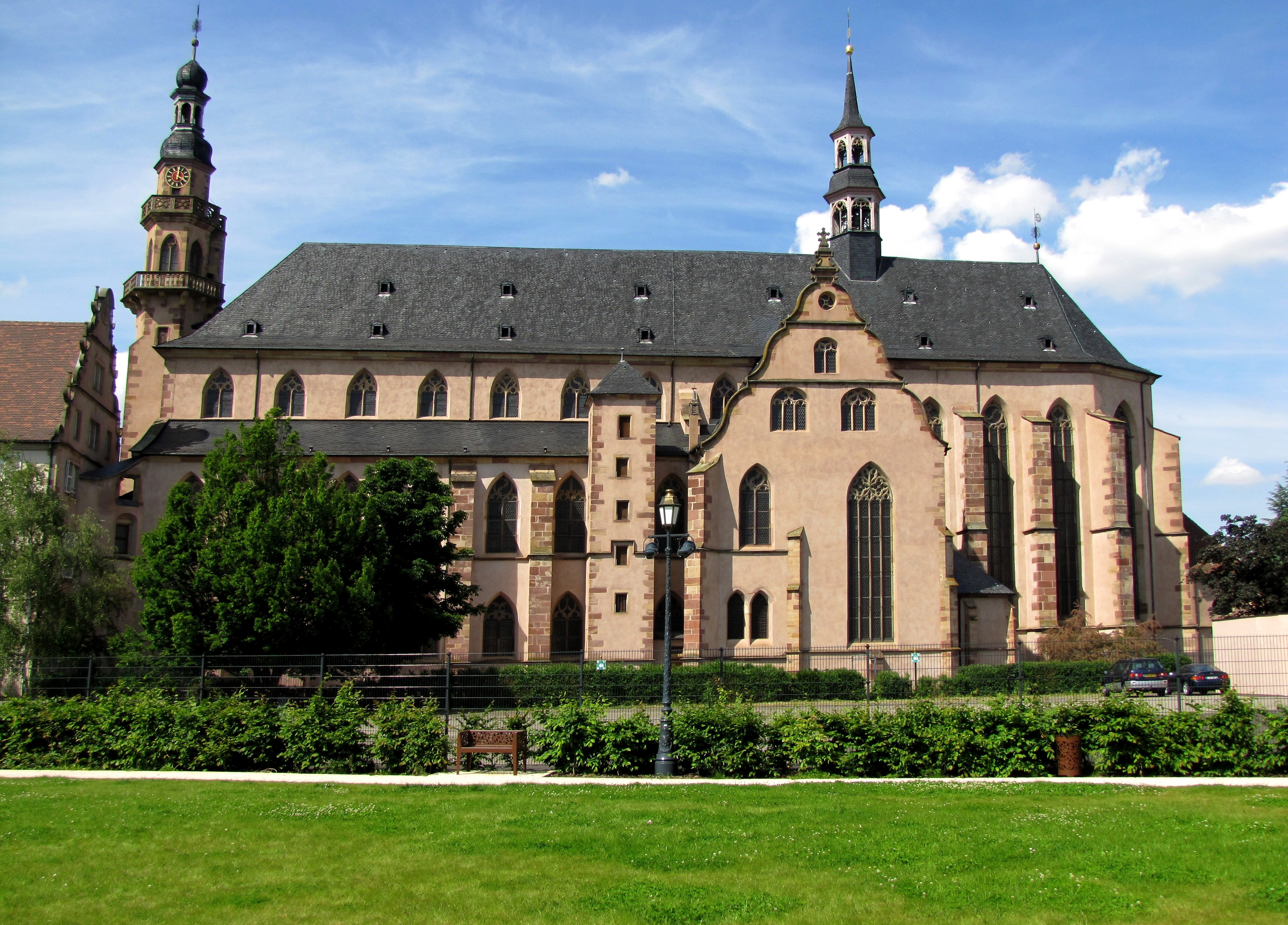
Außenansicht

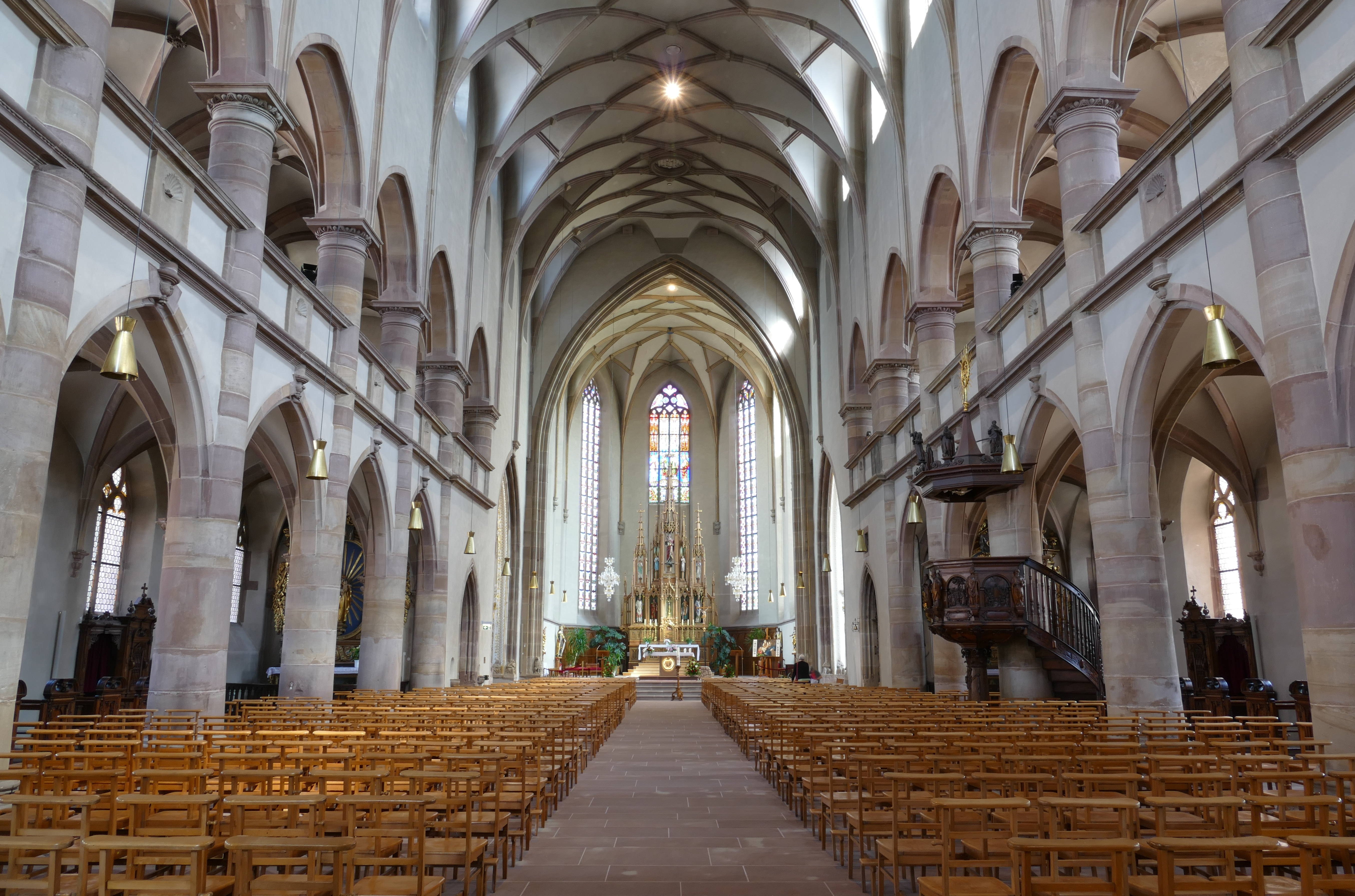
Ebenerdiger Blick in das Langhaus

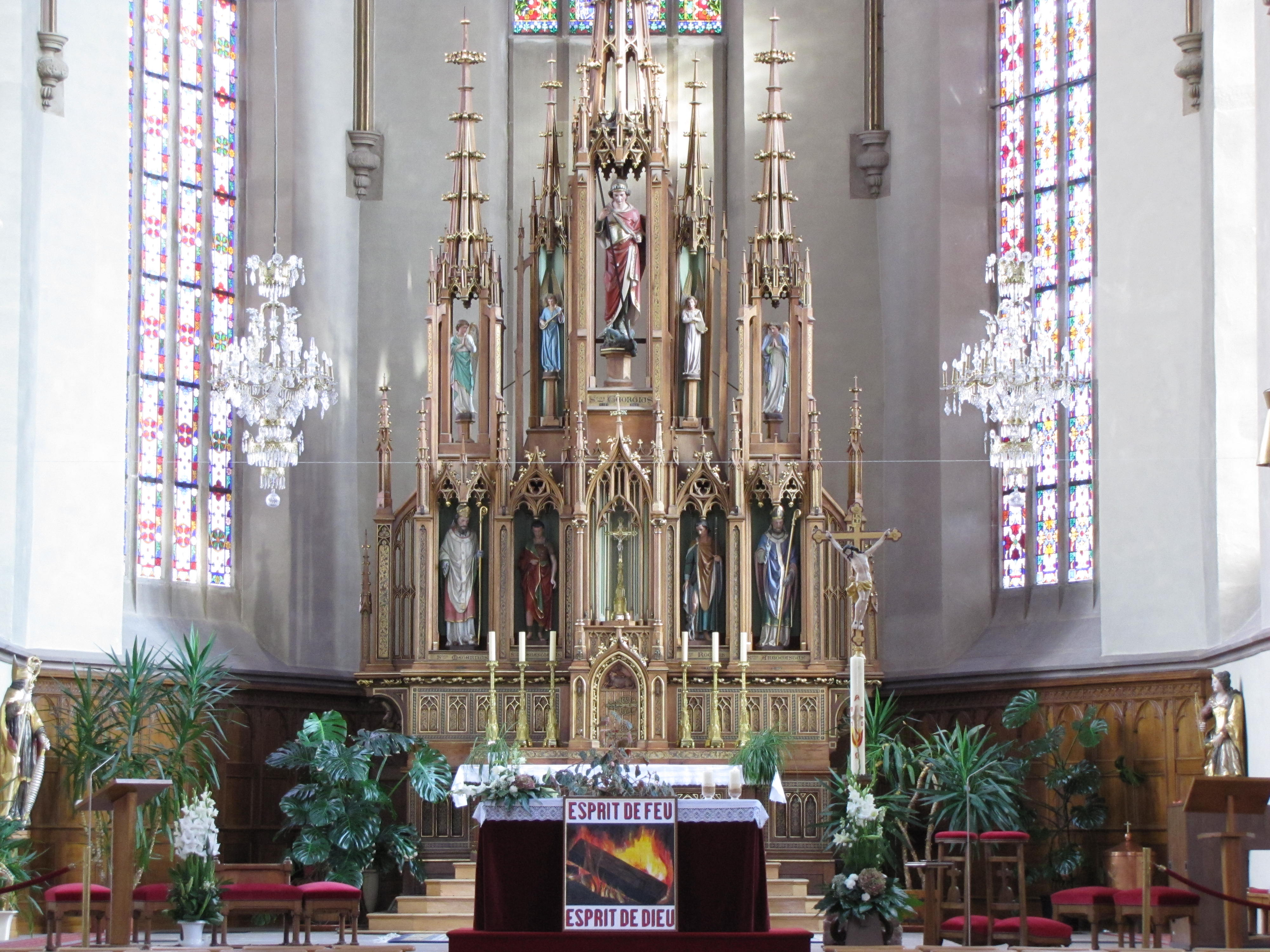
Ansicht des Hochaltares

Die Georgs- und Dreifaltigkeitskirche (Église Sainte-Trinité et-Saint-Georges) ist die Pfarrkirche der Stadt Molsheim im Département Bas-Rhin, Frankreich, und der bedeutendste Kirchenbau aus dem 17. Jahrhundert im Rheintal.

## Geschichte
Die Kirche wird aufgrund ihrer jahrhundertelangen Funktion allgemein als Jesuitenkirche (Église des Jésuites) bezeichnet. Sie wurde 1615 bis 1617 von Christoph Wamser errichtet und am 26. August 1618 geweiht. Wamsers Bau gilt als eines der repräsentativsten Beispiele von nachgotischer Architektur. Die Kirche wird seit 1939 vom Französischen Kulturministerium als Monument historique geführt.
Molsheims Jesuitenkollegium war 1580 gegründet worden und wurde 1765 aufgelöst. 1618 bis 1704 diente es als katholische Hauptuniversität des Elsass und war bedeutender als die lutherische Universität Straßburg. Der Bau der Kirche wurde 1614 durch den Straßburger Bischof Erzherzog Leopold V. von Österreich-Tirol finanziert, der am Leopoldi-Tag. (15. November) eine bedeutende Geldsumme stiftete. Obwohl eine Kapelle Ignatius von Loyola gewidmet ist, war die Kirche von Anfang an der Heiligen Dreifaltigkeit gewidmet. Die Widmung an St. Georg kam nach der Übergabe der Kirche an die Stadt (1791) hinzu. Die vorherige Georgskirche und ursprüngliche Pfarrkirche von Molsheim wurde seit 1790 und bis 1806 restlos abgetragen, sie stand am heutigen Marktplatz (Place du marché).
Die Ausmaße des Gebäudes sind beachtlich, insbesondere im Verhältnis zur bescheidenen Größe der Stadt: Gesamtaußenlänge inklusive Glockenturm und Sakristei 82,5 m; Gesamtinnenlänge 70 m lang; Breite des Langhauses 25 m. Der Glockenturm ist 45 m hoch, die Gewölbehöhe innen beträgt 20 m, der Chor besitzt eine Grundfläche von 214,5 m² (19,5 m × 11 m).

## Ausstattung
Zu den Sehenswürdigkeiten des reich ausgestatteten Gebäudes gehören die barocke Ignatiuskapelle (1621–1630) im nördlichen Querarm und die Liebfrauenkapelle im Rokokostil (1748) im südlichen Querarm.
Der spätgotische Christus am Kreuz (1480) ist 4,5 m hoch und 2,5 m breit und stammt aus der ehemaligen Kartause der Stadt.

## Silbermann-Orgel

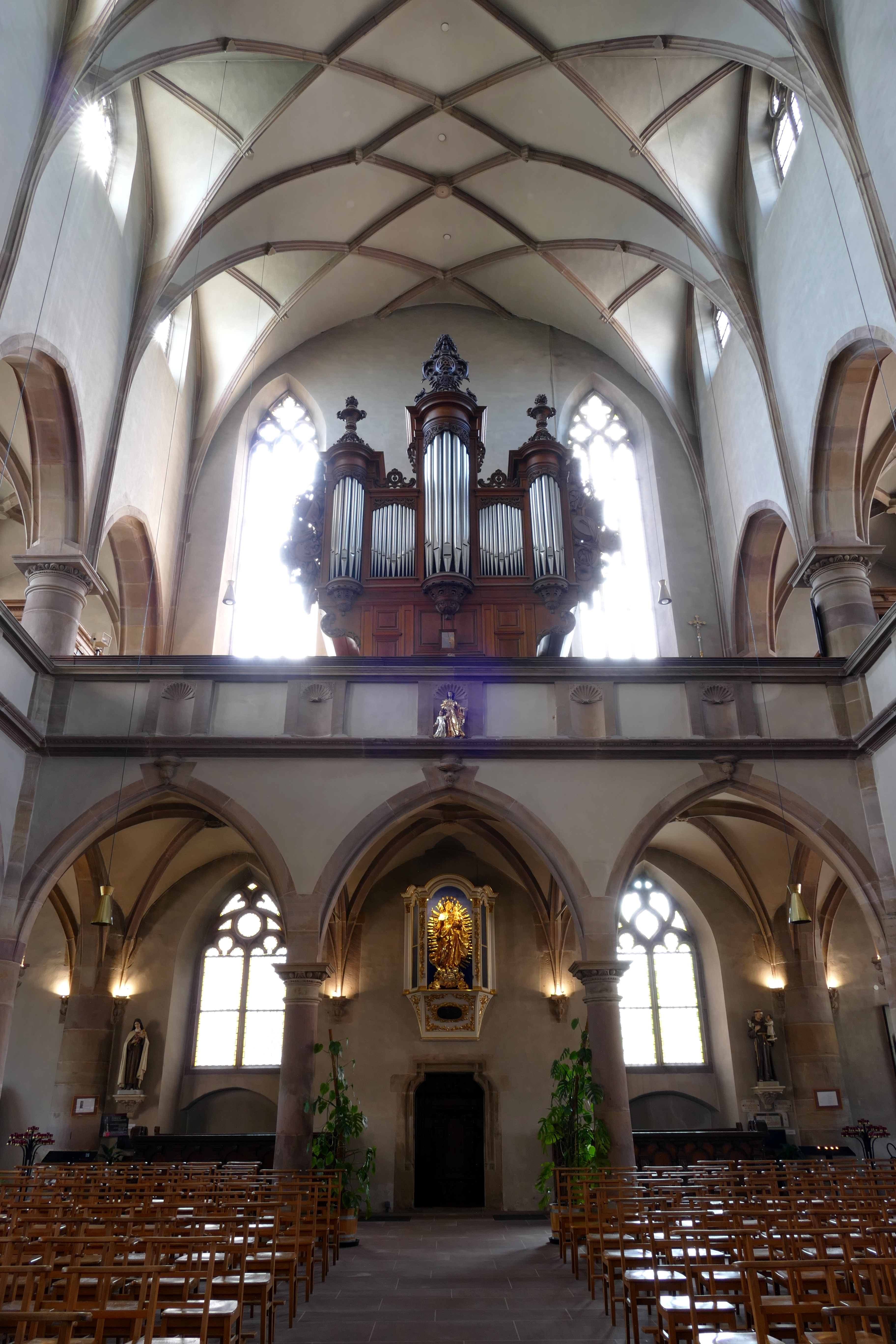
Empore mit Orgelprospekt

Eine Besonderheit der Orgel von Johann Andreas Silbermann aus dem Jahre 1781 war das Echowerk, als Vorgänger des späteren romantischen „Récit“. Im 19. Jahrhundert wurden nur geringfügige Reparaturen an dem Instrument vorgenommen. Erst ab dem Jahr 1887 griff der Orgelbauer Franz Xaver Kriess wesentlich in die Originalsubstanz des Instruments ein. Die Klaviaturumfänge wurden erweitert, das Echowerk in ein Schwellwerk umgebaut und die Orgel einen halben Ton höher gestimmt. Weitere Änderungen an der Disposition folgten durch Kriess 1910 und 1941. In den Jahren 1969 bis 1971 wurde die Orgel von dem Orgelbauer Alfred Kern umfassend restauriert, wobei auch die zwischenzeitlichen Veränderungen rückgängig gemacht wurden. Das Instrument verfügt über 22 Register, die auf zwei Manuale und Pedal verteilt sind. Die Disposition lautet wie folgt:
| I Grand Orgue C–d3 |                |        |
| 01.                | Bourdon        | 16′    |
| 02.                | Montre         | 08′    |
| 03.                | Bourdon        | 08′    |
| 04.                | Prestant       | 04′    |
| 05.                | Quinte         | 2 ⁄3′  |
| 06.                | Doublette      | 02′    |
| 07.                | Tierce         | 1 3⁄5′ |
| 08.                | Sifflet B/D    | 01′    |
| 09.                | Cornet V       |        |
| 10.                | Fourniture III |        |
| 11.                | Cymbale II     |        |
| 12.                | Trompette B/D0 | 08′    |
|                    | Tremblant fort |        |

| II Echo C–d3 |                |        |
| 13.          | Bourdon B/D    | 08′    |
| 14.          | Flûte B/D      | 04′    |
| 15.          | Nasard B/D     | 2 ⁄3′  |
| 16.          | Doublette B/D0 | 02′    |
| 17.          | Tierce D       | 1 3⁄5′ |
| 18.          | Flageolet D    | 01′    |
| 19.          | Fagott-bass B  | 08′    |

| Pédale C–c1 |             |     |
| 20.         | Soubasse    | 16′ |
| 21.         | Octavebasse | 08′ |
| 22.         | Trompette   | 08′ |